# Kék halál

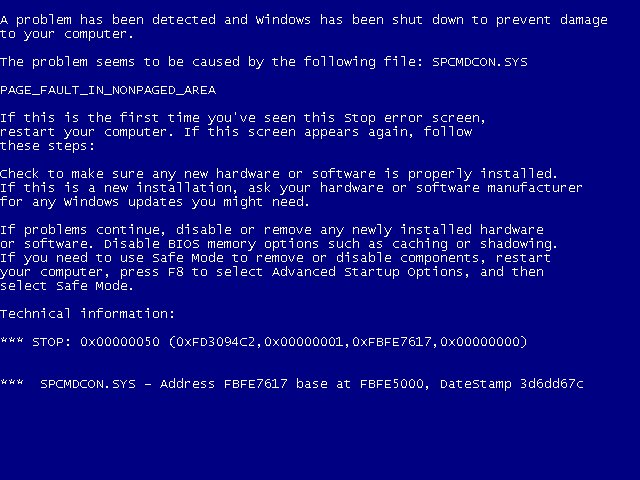
Kék halál Windows 2000 alatt

A kék halálnak vagy kék képernyőnek (angolul Blue screen of death, BSoD) nevezett esemény a számítástechnikában a Microsoft Windows operációs rendszerekben megjelenő kék hátterű képernyőre utal, amely akkor jelenik meg, amikor az nem tud helyreállni egy rendszerhibából. Két Windows-hibaképernyő is van, melyeket kék halálnak nevezünk – ezek közül az egyik jelentősen komolyabb, mint a másik.
A kék halált a Windows XP kézikönyvei STOP hibának hívják. A kék képernyők így vagy úgy az összes számítógépes Windows operációs rendszerben megjelentek a Windows 3.1 óta.

## A kék halál okai
„Valódi” kék halál akkor következik be, amikor a Windows NT operációs rendszer rendszermagja nem tud helyreállni egy hibából, és az egyetlen reakció, amit a felhasználó tehet, az operációs rendszer újraindítása, elvesztve ezzel a nem mentett munkát, az éppen akkor futó programok állapotát, és valószínűleg megtörve a fájlrendszer integritását. A kék képernyőn megjelenített információ nem elég annak megállapítására, hogy mi nem működött megfelelően, még az olyanok számára sem, akik hozzáférhetnek a forráskódhoz (például nem tartalmaz veremkiíratást, de ha lenne, akkor is sok munka lenne leírni valahova, ugyanis ekkor nem menthető a képernyő tartalma). Csak azt írja ki, hogy mely pontnál történt meg a kód összeomlása, amely akár teljesen különbözhet a hiba származásától, és így képes félrevezetni a felhasználót, hogy azt higgye, egy hardver hibájáról vagy hasonlóról van szó. A kék halál általában csak akkor jelenik meg, ha a Windows egy nagyon komoly hibát észlel. A kék halálnak ez a változata szerepel a Windows NT-kben, így a Windows 2000-ben, a Windows XP-ben és a Windows 7-ben is.
A kevésbé komoly kék halállal a Microsoft néhány otthoni operációs rendszerein találkozhatunk: a Windows 95-ön, 98-on és Me-n. Ezeken az operációs rendszereken a kék képernyő a fő mód arra, hogy a VxD-k jelentsék a hibákat a felhasználónak. Belsőleg erre a „halálnemre” „_VWIN32_FaultPopup” néven hivatkoznak. A Windows 9x-/Me-típusú kék képernyők lehetőséget adnak a végfelhasználónak az újraindításra vagy a folytatásra. Viszont a VxD-k nem jelenítenek meg kék halált könnyelműen – általában olyan hibát jeleznek, melyeket nem lehet javítani a számítógép újraindítása nélkül, így a halál után a rendszer általában instabil vagy nem válaszol.
A kék képernyők megjelenésének leggyakoribb oka a DLL-ek inkompatibilis változatainak problémái. Ezt az okot gyakran hívják DLL-pokolnak („DLL hell”). A Windows ezeket a DLL-eket akkor tölti be a memóriába, amikor igényli őket az alkalmazás; ha a verziók megváltoznak, akkor legközelebb, amikor az alkalmazás betölti a DLL-t, lehetséges, hogy különbözik attól, amit az alkalmazás vár. Ezek az inkompatibilitások egyre csak nőnek, ahogy egyre több új szoftvert telepítenek, és ez az egyik fő oka annak, hogy miért stabilabbak a frissen telepített Windows-példányok a „régebbieknél”.

## Példa a kék halálra
Az alábbi a magyar nyelvű Windows XP egyik kék képernyőjének szövege:
```
A rendszer problémát talált, és a Windows a számítógép károsodásának
megelőzése érdekében leállt.
PFN_LIST_CORRUPT
Ha először látja ezt a hibaképernyőt,
akkor indítsa újra a számítógépet. Ha ismét megjelenik, kövesse az alábbi lépéseket:
Ellenőrizze, hogy minden új hardver és szoftver megfelelően van telepítve.
Ha újonnan telepített rendszerről van szó, akkor az esetleg szükséges Windows-
frissítések ügyében forduljon a hardver vagy a szoftver gyártójához.
Ha továbbra is problémái vannak, kapcsoljon ki vagy távolítson el minden újonnan
 telepített hardver-
és szoftverelemet. Kapcsolja ki a BIOS-ban levő memóriabeállításokat, például a
gyorsítótárazást és az árnyékozást.
Ha Csökkentett módra van szüksége a komponensek eltávolításához vagy kikapcsolás
ához,
indítsa újra a számítógépet, nyomja meg az F8 billentyűt a Speciális indítási le
hetőségek kiválasztásához, majd válassza a Csökkentett módot.
Technikai információ:
*** STOP: 0x0000005E (0x00000099, 0x00000000, 0x00000000, 0x00000000)

A fizikai memória listázása…
A fizikai memóriakiíratás kész...
További segítséget rendszergazdájától vagy a technikai tanácsadástól kaphat.
```

## Megjelenés
Alapértelmezés szerint a képernyő fehér (CGA: 0x0F szín; HTML: #FFFFFF szín) betűket jelenít meg kék (EGA: 0x01 szín; HTML: #0000AA szín) hátteren, és információt tartalmaz az aktuális memória- és regiszterértékekről. A Microsoft kis humorral kiadott egy segédeszközt, amellyel a felhasználó módosíthatja a system.ini fájl egyik beállítását, amely a kék halál színeit irányítja, a 16 CGA szín bármelyikeire.
A Windows 95, 98 és Me 80×25-ös szöveges módot használ. A betűkép hasonlít a Fixedsysre. A Windows NT kék halál 80×50-es szöveges módot használ. A képernyőfelbontás 720×400. A Windows XP-s kék képernyő a Lucida Console betűtípust használja.
A kék képernyők ezen típusát nem láthatjuk a Windows NT, 2000 és XP esetében. Ezen kevésbé komoly szoftverhibák esetén a program még mindig összeomolhat, viszont nem viszi magával az egész operációs rendszert, a jobb memóriakezelésnek és a csökkentett öröklődéstámogatásnak köszönhetően. Ezeken a rendszereken a „valódi” kék képernyő csak az olyan esetekben látható, amikor az egész operációs rendszer összeomlik.

## Kék halál okozása
Bizonyos kék képernyőket a WinNuke is tud okozni. A WinNuke nagyon népszerű volt más emberek támadására, és számítógépek lekapcsolására azok internetkapcsolatairól, vagy kék halál okozása végett. A WinNuke-féle sebezhetőség csak a Windows 95-ben van jelen, és javítócsomag elérhető a probléma helyreállítására. Viszont ez a hibajavítás nem gátolja meg azokat a halálokat, melyeket nem a WinNuke okoz.
2003-ban a TweakXP.com munkatársai felfedeztek egy „funkciót”, amellyel kérésre lehet kék halált okozni a Windows XP-ben. Ehhez fel kell venni egy új bejegyzést a Windows rendszerleíró adatbázisába, és ezután a bal oldali Ctrl nyomva tartása mellett, lenyomva kétszer a Scroll Lock billentyűt, automatikusan kék képernyőt kapunk, melyből – természetesen – csak a rendszer újraindításával lehet kilépni.
Létezik egy "könnyedebb" kék halál, amely az éppen használatban levő optikai lemez cseréjével érhető el. A rendszer ekkor a már ismert stílusú képernyőn figyelmeztet az adathordozót azonosító kötetcímke eltérésére. Windows 95 esetén az eredeti lemez visszahelyezésével időnként menthető volt a helyzet, de előfordult, hogy csak az újraindítás segített. A Windows Me már hibátlanul kezeli a problémát, az eredeti adathordozó visszahelyezése után a munka folytatható. Az újabb Windows változatok (2000, XP) még tovább fejlődtek e tekintetben, lehetőséget adnak a probléma figyelmen kívül hagyására, és a munka folytatására.
Van egy kevésbé ismert módszer is, amit csak a régebbi Windows változatok alatt lehet használni.
Windows 98-on a Futtatás… -ba beírt paranccsal "C:\con\con"-nal, vagy HTML-ben az <IMG src="C:\con\con" /> használatával.
Ugyanezen módszer kissé megcsavart változatainak némelyike egészen a mai napig kék halált okozhat. Pl. a "notepad con" parancs XP SP2-ig kékhalált okozott.

## Kék halál a termékbemutatón
A Microsoft akkori vezérigazgatója, Bill Gates 1998. április 20-án épp legújabb terméküket, a Windows 98-at próbálta bemutatni a Comdex Spring 1998 Convention bemutatóján, de kis hiba csúszott a demonstrációba. A nevezetes demót egy Microsoft-alkalmazott vezette, aki épp egy lapolvasót próbált csatlakoztatni a számítógéphez, amikor a rendszer egy kék képernyő kíséretében összeomlott. Gates mosolyogva mondta: „Na, ezért nem jelentetjük egyelőre meg a Windows 98-at.”

## Külső hivatkozások
- Andy Mallett's legendary Gallery of Blue Screens and Open Source Tips
- Bill Gates gets the BSoD at the unveiling of Windows 98
- "Windows Server 2003 Troubleshooting Stop Errors" – microsoft.com
- Troubleshooting Windows STOP Messages
- MVP Mark Salloway's Windows XP Resource Center – Introduction to Stop Errors
- BSoD Gallery, including ATMs, Billboards, Slot machines and more
- Bloopers bedevil Gates at CES – BSoD during Bill Gates' keynote address at the 2005 Consumer Electronics Show in Las Vegas (ZDNet, January 7, 2005).
- Original report of RSoD from a Microsoft employee
- BSoD upgrades to RSoD in Longhorn from Joi Ito
- Bluescreeners Developer Team
- Ballmer írta a kék halált (index.hu; hozzáférés: 2014. 09. 05.)